# 亨廷頓貝 (紐約州)
亨廷頓貝（英語：Huntington Bay）是位於美國紐約州薩福克縣的村。

## 人口
根據2020年美國人口普查的數據，亨廷頓貝的面積為4.91平方千米，當中陸地面積為2.59平方千米，而水域面積為2.32平方千米。當地共有人口1446人，而人口密度為每平方千米295人。